# Scolecocampa ligni
Scolecocampa ligni là một loài bướm đêm trong họ Erebidae.